# Remigiusz Nowakowski
Remigiusz Przemysław Nowakowski (ur. 23 lutego 1976) – polski menedżer, w latach 2016–2018 prezes Tauron Polska Energia SA.
Absolwent Wydziału Zarządzania i Informatyki Uniwersytetu Ekonomicznego we Wrocławiu i Wydziału Prawa i Administracji Uniwersytetu Wrocławskiego.
Od 2002 związany z sektorem elektroenergetycznym. W latach 2006–2008 wiceprezes Zarządu Tauron Polska Energia SA i jednocześnie prezes EnergiaPro Koncern Energetyczny sp. z o.o. W latach 2008–2015 i od 2020 zatrudniony na różnych stanowiskach w koncernie Fortum. W latach 2016–2018 prezes Tauron Polska Energia SA, a w latach 2018-2020 prezes PILE ELBUD SA.
Prezes a następnie wiceprezes Dolnośląskiego Instytutu Studiów Strategicznych, a od 2016 wiceprezydent Pracodawcy RP.